# 鉀離子通道阻滯劑

四乙基铵盐是常用的鉀離子通道阻滯劑

鉀離子通道阻滯劑（英文：Potassium channel blocker）是干擾離子通過鉀離子通道傳導的藥物。

## 醫療用途

### 治療心律不整

第三類心律不整藥物對cardiac action potential的效果

鉀離子通道阻滯可用來治療心因性心律不整，屬於第三類心律不整藥物。

### 治療多發性硬化症
一個由Andrew D. Goodman 等8人及由Acorda Therapeutics Inc.贊助的第三期臨床試驗顯示fampridine(4-amonipyridine)有助於改善多發性硬化症病患的運動能力。這個是一項隨機分配,多中心,雙盲,安慰劑對照的臨床試驗,一共收錄了301位病患,以隨機分配的方式229位病患使用fampridine(10mg bid), 79位使用安慰劑.這個臨床試驗已登錄在ClinicalTrials.gov, 試驗編號為NCT00127530,同時也在Lancet 2009 Feb, Vol.373, P732-39公開. 由於試驗結果顯示fampridine對多發性硬化症病患(雖然不是全部)相較於安慰劑組病患的運動能力有很大的改善,藥物食品檢驗局部性(FDA)決定給予快速審核,於2009年10月22日將開會審議本藥品。